# 츠케가로
츠케가로 (御附家老, おつけがろう)는 에도 막부 초기, 쇼군가의 친척을 다이묘로 내세웠을 때, 특히 쇼군으로부터 직접 명령을 받아 그의 가로로 부속된 가신을 말한다. 에도시대에는쇼군으로부터 붙여진 이름에서 오츠케가로(御附家老)라고 불렸지만, 현재는 단순히 츠케가로(附家老)라고 부르는 경우가 많다. 가장 많았을 때에는 수십명 정도 있었던 것같지만, 통상 그 중의 필두가로를 가리킨다. 츠케가로 중에서도 도쿠가와 고산케의 필두츠케가로 5가문이 특히 알려져 있다.

## 츠케가로의 임무
쇼군의 일족에서 다이묘로 발탁된 인물에는 코쇼(小姓)등의 측근을 제외하고는 고유한 가신이 없기 때문에 번정을 담당하는 가로는 모두 쇼군가에서 붙여진 것이지만, 여기서 말하는 츠케가로는 정무나 군사 보좌를 담당하는 것과 동시에 번주의 양육 하는 임무도 맡아, 에도 막부의 의향을 따르는 것도 기대되고 있었다. 따라서 신분적으로는 번주의 하인이라기보다는 쇼군 직속 감시역(お目付け役)이라는 성격이 강하다. 시대가 바뀌어감에 따라, 번마다 츠케가로마다 사고방식에 차이가 생겨, 번주를 충실히 섬기며 쇼군가와 대항하려고 하거나, 반대로 배신(陪臣) 신분 탈피를 획책해 번주와 대항하거나, 재정지원 대신 쇼군가 · 고산케 출신의 후계 번주를 맞아 막부의 입지를 강화하는 등, 정잭과 주도권을 둘러싸고 번 내에서 파벌 항쟁을 벌이는 인물도 있었다. 특히, 오와리 도쿠가와가의 나루세가 · 다케노코시가, 키이 도쿠가와가의 안도가 · 미즈노가, 미토 도쿠가와가의 나카야마가 등, 5개 가문이 고산케의 정책을 강하게 좌우하게 되었다. 케이오 4년 (1868년) 1월 24일, 신정부에 의해 고산케의 츠케가로 5가문이 독립 다이묘로 추대되었다. 이 5가문은 메이지 17년 (1885년)의 화족령으로 모두 남작이 되었다. 다른 다이묘 가문은 자작이 되었는데, 이는 메이지 이후에 당상공가 또는 제후 다이묘에 발탁되어 화족에 오른 사람은 일률적으로 남작으로 하는 내규에 근거한 것으로, 특히 구 츠케가로 가문을 차별 대우한 것은 아니다.

## 에도 저택
고산케의 츠케가로인 5가문은 에도 초기 게이초 때부터, 주군인 고산케와는 별도로 에도 저택을 배령하고 있었다. 각각의 주군 저택 근처에 저택을 마련하고 있으며, 기본은 쿠니츠메 정무(国詰め政務)를 맡고 있는 키슈 안도가 이외의 츠케가로 저택은 시대와 더불어 부지를 확대하였다.

## 고산케의 츠케가로
초대 츠케가로는 각각 쇼군으로부터 신판 번주의 육성과 통치, 막부와의 조정 등을 명받았으며, 사명감을 가지고 츠케가로를 지냈다. 그러나, 에도 막부가 정비되면서, 츠케가로 5가문 체제가 갖추어진 후, 5가문은 다이묘격의 소령을 지녔으면서도 배신(陪臣)으로 가격이 낮았기 때문에, 연대하여 막부에 후다이 다이묘 수준의 대우를 요구하는 운동을 벌였다. 원래, 직참막신(直参幕臣)과 친번배신(親藩陪臣)이라는 입장차이에서 저항을 느끼는 이들도 있었다. 예를 들어, 이에야스는 오와리 요시나오와 키슈 요리노부의 츠케가로에 마츠다이라 야스시게와 나가이 나오카츠를 생각하여, 내의를 전하였는데, 두 사람 모두 이에야스를 계속 섬기기를 희망하였다. 또한, 요리노부의 츠케가로가 된 미즈노 시게나카도 한번은 사퇴했고, 그 아들 시게요시는 더 명확하게 거부를 표명하여, 2천석의 직참으로 히데타다, 이에미츠를 섬긴 채 아버지의 유적을 계승하여 츠케가로가 되는 것을 거부해, 시게나카가 겐나 7년 (1621년) 11월 12일에 사망한 후, 약 2년간 뒤를 잇지 못하고, 동생 마사카츠에게 3만 5천석의 대록을 물려주길 희망하였다. 결국, 히데타다와 이에미츠의 설득에 의해 겐나 9년 (1623년) 6월에 가독을 이어 츠케가로가 되었지만, 그 약 2년간은 츠케가로 미즈노가는 주군이 없었다.

### 오와리 도쿠가와가
| 가문                  | 번                | 고쿠다카   | 내용 |
| --------------------- | ----------------- | ---------- | --- |
| 히라이와씨 (平岩氏)   | 오와리 이누야마번 | 12만 3천석 | - 도쿠가와16신장 중 1명인 히라이와 치카요시가 게이초 12년 (1607년) 윤4월 26일부터 도쿠가와 요시나오의 츠케가로가 됨. - 그러나 치카요시는 게이초 16년 (1612년) 12월 그믐날 사망해, 후계자 단절로 인해 제봉. |
| 나루세씨 (成瀬氏)     | 오와리 이누야마번 | 3만 5천석  | - 나루세 마사나리가 겐나 2년 (1616년)부터 도쿠가와 요시나오의 츠케가로가 됨. - 게이오 4년 (1868년) 1월 24일, 메이지 정부로부터 9대 마사미츠가 독립 다이묘로서 인정받음.                                    |
| 타케노코시씨 (竹腰氏) | 미노 이마오번     | 3만 8천석  | - 도쿠가와 요시나오의 이부형제인 타케노코시 마사노부가 겐나 5년 (1619년)부터 도쿠가와 요시나오의 츠케가로가 됨. - 게이오 4년 (1868년) 1월 24일, 메이지 정부로부터 10대 마사모토가 독립 다이묘로서 인정받음 |
| 와타나베씨 (渡辺氏)   | 미카와 테라베성   | 1만 4천석  | - 도쿠가와16신장 중 1명인 와타나베 모리츠나가 게이초 18년 (1613년)부터 도쿠가와 요시나오의 츠케가로가 됨. - 오사카 전투에서 첫 출진인 요시나오를 후견.                                                     |
| 이시코씨 (石河氏)     | 미노 코마즈카     | 1만석      | - 도쿠가와 요시나오의 이부형제인 이시카와 미츠타다가 게이초 17년 (1612년)부터 츠케가로가 됨. - 증손자 마사아키 대에서부터 이시코(石河)씨로 성을 개칭                                                       |

후에 추가